# Bourse de commerce du Havre

Ancien Palais de la bourse du Havre.

La Bourse de commerce du Havre, devenue au XIXe siècle le "marché à terme international du Havre", était le seul au XIXe siècle à pouvoir rivaliser avec New York, dans la fixation des cours mondiaux du café, Le Havre devenant le premier port européen d'importation du café.

## Histoire

### Les démarches des négociants
En 1774, les négociants du Havre adressent une demande à la Municipalité en vue d'obtenir la libre disposition d'un terrain communal situé entre la Tour François Ier et la Porte du Perrey. Depuis longtemps, ils y tiennent leurs assemblées journalières et ils souhaitent y faire construire un bâtiment à usage de Bourse.
Dans ce but, des souscriptions sont recueillies auprès des négociants. Leur assemblée générale, par délibération du 24 octobre 1774, stipule que le bâtiment aura 24 à 25 pieds carrés et que le surplus de terrain sera fermé par une balustrade et planté d'arbres pour servir de place publique. La Guerre d'indépendance des États-Unis ajourne l'exécution du projet, repris à son issue, en 1784.
Cette Bourse fut fermée pendant la Révolution, servant d'atelier d'équipement pendant cette période, puis fut rendue au Commerce par un arrêté du 26 juillet 1801. En 1830, la Bourse n'était plus ouverte que de deux heures à trois heures, mais très fréquentée, ce qui oblige à l'agrandir, car ses locaux de la Bourse sont devenus insuffisants et inhospitaliers.
Plusieurs projets d'agrandissement voient le jour, comme un transfert dans l'Arsenal, dans l'ancien hôtel de ville, dans les casernes de la Marine. En 1835, on y construisit un péristyle. La même année, on projette de la reconstruire sur la place du Commerce née quelques années plus tôt. Le projet est abandonné puis ressort des cartons en 1843. Après avoir un temps émigré dans les locaux flambant neuf du Lloyd Commercial, près du nouveau théâtre de la place Louis XVI, la bourse réintègre ses anciens locaux en 1858.
En 1862, on démolit définitivement l'ancien bâtiment de la Bourse afin de permettre l'exécution des travaux d'élargissement de l'entrée du port. Les négociants désignent comme Bourse légale le rez-de-chaussée d'une maison formant un des angles de la rue de la Chaussée et de la Place de la Mâture.

### Le passage au marché à terme
Grâce à spécialisation sur les marchandises à forte valeur ajoutée et la capacité de ses négociants à concentrer l'activité européenne sur certains produits, parmi lesquels le café, le Havre sera le seul "port de marché", parmi les sites français. Après la Guerre de Sécession et ses effets explosifs sur les cours du coton, les négociants jugent plus sécurisant de passer aux contrats sur un Marché à terme et le font d'abord à Liverpool en 1864 puis dans d'autres marchés américains et au Havre en 1871.
La Bourse du Havre devient ainsi en 1871 un marché à terme, avec le concours de la Caisse de liquidation des affaires en marchandises, constituée quelques mois plus tôt afin d'assurer les opérations de compensation entre acheteurs et vendeurs. C'est d'abord le marché à terme du coton, dans le sillage de ceux créés au même moment aux États-Unis et dès 1864 en Angleterre.
Puis en 1882-1883, le marché à terme du café s'impose à son tour car les énormes récoltes brésiliennes de café, dans l'État de Sao Paulo, ont déstabilisé les cours mondiaux. Inauguré le 25 août 1883, le marché à terme du café du Havre a vu le jour pratiquement en même temps que ses homologues américain (le Coffee, Sugar and Cocoa Exchange (en) de New York) et britannique (le Coffee Terminal Market de Londres). Le marché à terme havrais prend place sur les fines laines du Rio de la Plata en 1887, l'indigo en 1888, les poivres en 1891, le cacao en 1897, les caoutchoucs en 1906, les peaux en 1907 et les cuivres en 1912.
Le déclin de l'activité caféière du grand port normand vient de la disparition, dans la première moitié du XXe siècle, de ce marché à terme international du Havre, alors le plus important d’Europe. Ce marché à terme international était capable de fixer les cours mondiaux des différentes variétés de cafés, avec une chambre arbitrale spécialisée.
L'activité du marché havrais a été interrompue pendant toute la durée des deux guerres mondiales. Ce n'est qu'en 1954 qu'elle a réellement redémarré. Le déclin est surtout rapide après la Seconde Guerre mondiale, même s'il est en contact direct avec Paris – les deux marchés fonctionnent en duplex depuis 1972. Ainsi, en 1983, on a traité 97 130 tonnes de robusta à Paris-Le Havre, contre 4,18 millions de tonnes à Londres et 7,55 millions à New York.